# HMS Charles (1668)
Pour les autres navires du même nom, voir HMS Charles et HMS St George.
Le HMS Charles est un vaisseau de ligne de premier rang de 96 canons de la Royal Navy, en service au XVIIe et XVIIIe siècles. Construit par Christopher Pett aux chantiers navals de Deptford Dockyard jusqu'à la mort de ce dernier en mars 1668, puis terminé par Jonas Shish il est lancé ce même mois. Destiné à être nommé Charles the Second à l'origine, il est finalement baptisé HMS Charles, en particulier après le lancement en 1673 du Royal Charles.
Le Charles est rebaptisé HMS St George en 1687 et re-classifié en vaisseau de second rang en 1691. En 1699-1701, il est reconstruit au Portsmouth Dockyard en vaisseau de 90 canons de second rang. En 1707, il appartient à la flotte de l'Admiral Sir Cloudesley Shovell. Sous le commandement du capitaine James Lord Dursley, il participe à l'échec anglais lors du siège de Toulon et est présent lors du grand désastre naval au large des îles Sorlingues au cours duquel Shovell et quatre de ses vaisseaux (Association, Firebrand, Romney et Eagle) sombrent corps et biens, emportant avec eux près de 2 000 marins. Le HMS St George se heurta lui aussi à des rochers affleurant à proximité des Sorlingues, mais parvint néanmoins à s'en dégager.
Le St George est démantelé à Portsmouth en 1726 puis reconstruit à nouveau. Le 4 septembre 1733, la reconstruction du St George débute selon les 1733 proposals du 1719 Establishment (en). Il est lancé le 3 avril 1740.
Il est démantelé définitivement en septembre 1774.

## Sources et bibliographie
- (en) Cet article est partiellement ou en totalité issu de l’article de Wikipédia en anglais intitulé « HMS Charles (1668) » (voir la liste des auteurs).
- (en) The Ship of the Line : The development of the battlefleet 1650-1850, vol. 1, Conway Maritime Press, 2003 (ISBN 0-85177-252-8)
- (en) Rif Winfield, British Warships in the Age of Sail 1603-1714 : Design, Construction, Careers and Fates, Seaforth Publishing, 2009 (ISBN 978-1-84832-040-6)
- (en) Rif Winfield, British Warships in the Age of Sail 1714-1792 : Design, Construction, Careers and Fates, 2007, 400 p. (ISBN 978-1-84415-700-6, lire en ligne)